# 1580
1580 (MDLXXX) byl rok, který dle juliánského kalendáře započal pátkem.

## Události
- V Kralicích vyšel druhý díl šestisvazkové Bible kralické.

### Probíhající události
- 1558–1583 – Livonská válka
- 1562–1598 – Hugenotské války
- 1568–1648 – Osmdesátiletá válka
- 1568–1648 – Nizozemská revoluce

## Narození
Česko
- 30. ledna – Gundakar z Lichtenštejna, česko-rakouský šlechtic († 5. srpna 1658)
- 24. července – Jan Jiří Harant z Polžic a Bezdružic, český šlechtic († 1648)

Svět
- 14. září – Francisco de Quevedo, španělský spisovatel († 8. září 1645)
- 13. června – Willebrord Snellius, nizozemský matematik a fyzik († 30. října 1626)
- 30. října – Dirck Hartog, holandský mořeplavec († 11. října 1621)
- 1. prosince – Nicolas-Claude Fabri de Peiresc, francouzský astronom, přírodovědec a sběratel starožitností († 24. června 1637)
- ? – John Webster, anglický dramatik(† po 1625)
- ? – Svatý Petr Claver, jezuitský misionář v Kolumbii (+ 8. září 1654)
- ? – Lžidimitrij I., Ruský car († 1606)
- ? – Andrea Spezza, italský architekt († 1628)
- ? – António de Andrade, portugalský jezuitský misionář († 19. března 1634)
- ? – Gabriel Betlen, sedmihradský kníže († 15. listopadu 1629)
- ? – Jindřich Duval Dampierre, generál rakouské armády († 8. října 1620)
- ? – Melchior Franck, německý hudební skladatel († 1. června 1639)
- ? – Svatý Josafat Kuncevič, arcibiskup polocký, světec Řeckokatolické církve († 12. listopadu 1623)
- ? – Petr Arnošt II. Mansfeld, vojevůdce na straně protihabsburského odboje († 29. listopadu 1626)
- ? – Peter Minnewitt, guvernér Nového Holandska († 5. srpna 1638)
- ? – Martin Pansa, německý lékař a spisovatel († 1626)
- ? – Gerhard z Questenberka, šlechtic a vysoký císařský úředník († 1. července 1646)

## Úmrtí
Česko
- 15. srpna (asi) – Antonín Brus z Mohelnice, velmistr Křižovníků s červenou hvězdou, biskup vídeňský a arcibiskup pražský (* 13. února 1518)
- 19. listopadu – Jiří Melantrich z Aventina, český renesanční tiskař a nakladatel (*1511)

Svět
- 31. ledna – Jindřich I. Portugalský, portugalský král (* 31. ledna 1512)
- 24. dubna – Filipína Welserová, první manželka arcivévody Ferdinanda II. Tyrolského (* 1527)
- 28. dubna – Şemiz Ahmed Paša, osmanský politik a velkovezír (* ?)
- 31. května – Dorotea Dánská, dánská princezna, falcká kurfiřtka. (* 10. listopadu 1520)
- 10. června – Luís Vaz de Camões, portugalský básník (* 1524)
- 7. srpna – Lala Mustafa Paša, osmanský státník a velkovezír (* asi 1500)
- 19. srpna – Andrea Palladio, italský renesanční architekt (* 30. listopadu 1508)
- 20. srpna – Jerónimo Osório, portugalský teolog, humanista a historik (* 1506)
- 6. září – Jacopo Strada, italský učenec, zlatník, sběratel starožitností a historik, zakladatel numismatiky a správce uměleckých sbírek Maxmiliána II. a Rudolfa II. (* 1507)
- 8. října – Hieronymus Wolf, německý historik (13. srpna 1516)
- 26. října – Anna Habsburská (1549–1580), španělská, sicilská a neapolská královna od roku 1570 do 1580 (* 1549)
- 3. listopadu – Jerónimo Zurita, španělský historik (* 1512)
- 16. listopadu – Jakobea z Badenu, bavorská vévodkyně (* 27. června 1507)
- neznámé datum
  - Juan Baptista Pastene, janovský mořeplavec (* 1507)
  - Ruy López de Segura, španělský kněz a šachový mistr (* 1540)
  - Anna de Pisseleu d'Heilly, titulární milenkou Františka I. Francouzského (* 1508)

## Hlavy států
- České království – Rudolf II.
- Svatá říše římská – Rudolf II.
- Papež – Řehoř XIII.
- Anglické království – Alžběta I.
- Francouzské království – Jindřich III.
- Polské království – Štěpán Báthory
- Uherské království – Rudolf II.
- Osmanská říše – Murad III.
- Perská říše – Muhammad Chodábende